# Autophila tancrei
Autophila tancrei là một loài bướm đêm trong họ Erebidae.